# البنية المعلوماتية التحتية
تعتبر البنية المعلوماتية التحتية نتاجًا لقانون شبكات الحاسب رفيعة الأداء عام 1991 حيثُ كانت سياسات الأتصال الشائعة والتي تم نشرها خلال إدارة كلينتون تحت قيادة نائب الرئيس آل جور. 

## نبذة
اقترح حينها بناء شبكات للاتصال ، و التزويد بالخدمات التفاعلية، والتزويد بالحواسيب للمعدات والأجهزة القابلة للتشغيل، والتزويد الكافي بأجهزة الحاسوب وقواعد البيانات إضافةً إلى أجهزة الحاسوب ذات الأستخدام المنزلي وكان ذلك بهدف تزويد كميات هائلة من المعلومات لتدعم كلا القطاعين العام والخاص. حيثُ كان من المقرر أن تشمل البنية المعلوماتية التحتية أكثر من ما يسمى بالملحق المادي والذي يتمثل ب (الكاميرا، الماسح الضوئية، لوحة المفاتيح، الهواتف، أجهزة الفاكس، أجهزة الكمبيوتر، المفاتيح، الأقراص المدمجة، أشرطة الفيديو ،الصوت،الكابلات ،الأسلاك، الأقمار الصناعية، خطوط نقل الألياف الضوئية و شبكات الإشعاع المغناطيسي، أجهزة التلفزيون، الشاشات والطابعات) والتي تستخدم بهدف  نقل الصوت، و البيانات ، و الصور وتخزينها من أجل معالجتها ثم عرضها ؛ والذي كان من المقرر أيضًا أن يشمل مجموعة واسعة من الوظائف ذات الاستخدامات التفاعلية، الخدمات المصممة خصيصًا لخدمة للمستخدم، وقواعد بيانات ذات الوسائط المتعددة المترابطة بطريقة محايدة تكنولوجية.